# Río Gunnison
El río Gunnison es un afluente del río Colorado de 264 km de longitud, en el oeste del estado de Colorado en los Estados Unidos. Es el quinto afluente más importante del río Colorado.
El Gunnison se origina en la confluencia del río Taylor y el East River en la localidad de Almont, localizada en la parte oriental del condado de Gunnison.
Justo después de sobrepasar la localidad de Gunnison el río comienza a medrar en la extensión de Blue Mesa Reservoir, un embalse de 58 km de longitud (36 millas) creado por la presa de Blue Mesa, donde el Gunnison recibe la aportación del río Lake Fork Gunnison. Corriente abajo es vuelto a represar en el embalse de Morrow Point, y de nuevo y por última vez en el embalse Crystal. Los embalses producen energía hidroeléctrica y suministro de agua tanto como para el abastecimiento civil como para regadío en las zonas de alrededor. Los embalses se encuentran en el curso alto del sistema de cañones denominado Black Canyon (en español: Cañón Negro), uno de los más largos, angostos y profundos cañones del mundo. A la salida del cañón, al sobrepasar la presa Crystal, recibe el aporte del río North Fork River y, aguas abajo, su afluente el río Uncompahgre se le une en la ciudad de Delta. A partir de entonces transcurre por zonas de cañones semidesérticos, en las que recibe el aporte del arroyo Kannah antes de unirse al río Colorado en el Cañón de Domínguez en la ciudad de Grand Junction. Algunos años rivaliza con el Colorado en cuando a caudal aportado.

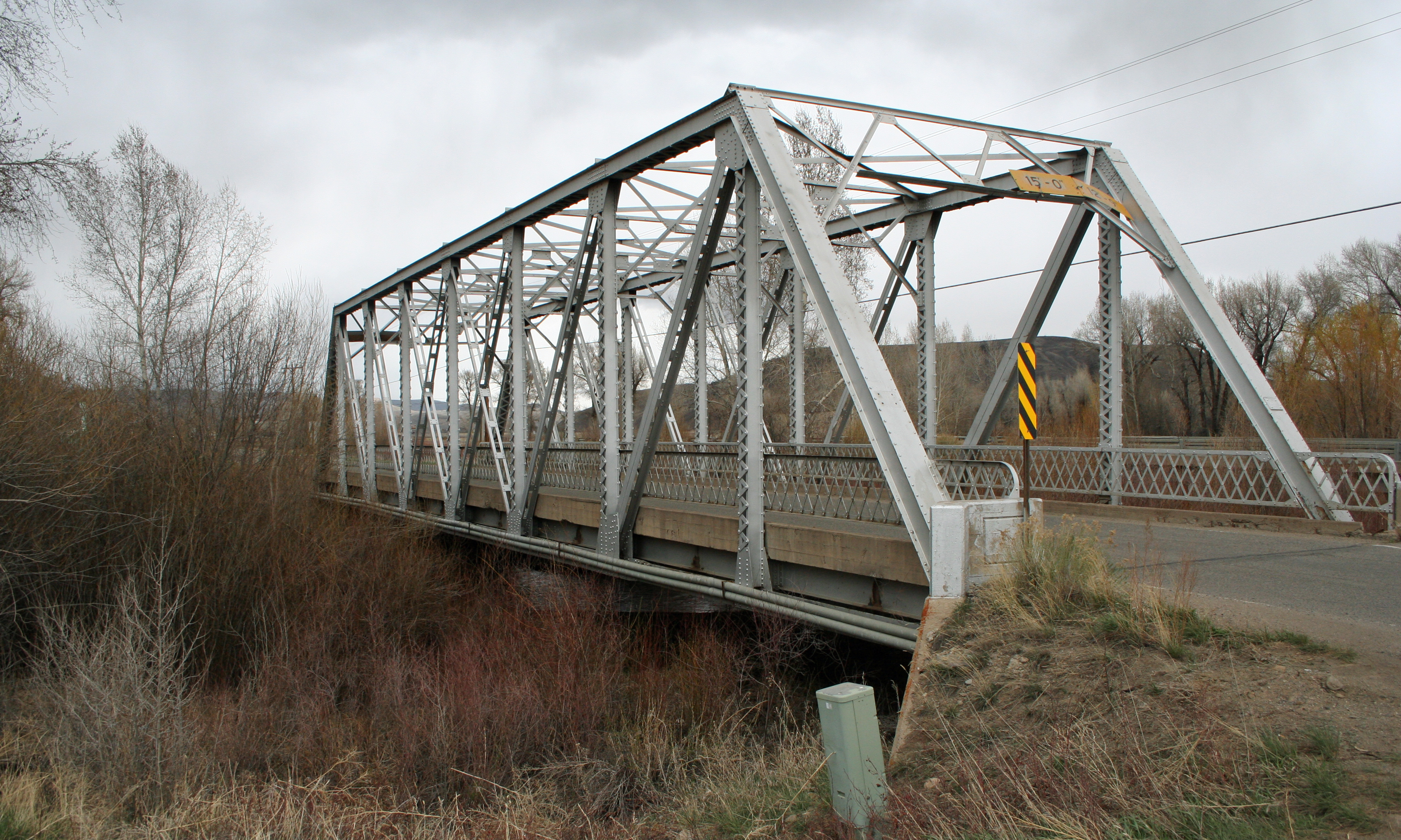
Puente sobre el río Gunnison.

El río Gunnison varía en anchura de los 30 a los 300 m (100 a 1000 pies), y del metro a los quince metros de profundidad (3 a 50 pies). La potente corriente y los numerosos rápidos convierten la navegación aguas arriba en algo prácticamente imposible. Es navegable para pequeñas embarcaciones en el curso por debajo de Black Canyon. La navegación en el cañón es en cualquier caso peligrosa y sólo recomendada para barqueros experimentados.
El primer no-nativo en contemplar y documentar información del río Gunnison fue Juan María de Rivera, que llegó a los bancos del río aguas debajo de su confluencia con el río Uncompahgre en 1761 y 1765 . Fue visto de nuevo en 1776 por Silvestre Vélez de Escalante. Por aquel entonces el nombre español para el río era Río de San Javier mientras que la denominación nativo-americana era Tomichi. Escalante indicó que Rivera pensó que en realidad era El Gran Río del Tizón, el topónimo español usado durante mucho tiempo para el curso bajo del río Colorado.
El nombre actual del río se debe al capitán de los ingenieros topógrafos del ejército John W. Gunnison, que fue emboscado y asesinado por utes mientras cartografiaba una ruta hacia el oeste en territorio de Utah en 1857.

## Ingeniería
Parte del caudal del río es redirigido al valle de su afluente el río Uncompahgre a través del túnel Gunnison, de 8 km de longitud y construido entre 1905 y 1909. Las presas del río incluyen Blue Mesa Dam, Morrow Point Dam y Crystal Dam.